# Angelo Konzett
Angelo Konzett (* 1996 in Vorarlberg) ist ein österreichischer Schauspieler.

## Leben
Angelo Konzett, in Dalaas bei Bludenz aufgewachsen, besuchte die Tourismusschulen Bludenz und stand im Alter von 12 Jahren bei den „Passionsspielen Klostertal/Arlberg“ erstmals in einer Hauptrolle auf der Bühne.
Sein Schauspielstudium, welches er mit Auszeichnung abschloss, absolvierte er von 2014 bis 2017 an der „filmacademy“, einer privaten Schauspielschule in Wien. 2017 legte er im Theater in der Josefstadt vor der Paritätischen Bühnenprüfungskommission Wien die Bühnenreifeprüfung ab.
Seit der Spielzeit 2015/16 gehört Angelo Konzett als Schau- und Puppenspieler sowie als Musiker zum Ensemble des Schubert Theaters in Wien. 2017 trat er als Musicaldarsteller in Rent im Vienna’s English Theatre auf. 2017 übernahm er bei den „Sommerspielen Burg Neuhaus“ die Hauptrolle des Harry in der Geisterkomödie Das Portrait einer Dame. 2018 spielte er im Theater-Center-Forum Wien die Hauptrolle des Don in der Komödie Schmetterlinge sind frei, mit der er auch auf Österreich-Tournee ging. Mit der Rolle des Wiener Psychologiestudenten Rudi Scheibler in der Multi-Kulti-Komödie Achtung Deutsch! (Inszenierung: Jochen Busse) trat Konzett 2018/19 u. a. im Rathaus Theater Essen, im Contra-Kreis-Theater in Bonn und im Kammertheater Karlsruhe auf. 2019 gastierte er am Stadttheater Mödling in der Rolle des 17-jährigen Alan Strang in Peter Shaffers Theaterstück Equus, wofür er in der Kategorie „Bestes Debüt“ mit dem Stadttheater-Drachen ausgezeichnet wurde.
Konzett stand in mehreren österreichischen Kino- und TV-Produktionen vor der Kamera. In der Krimi-Serie Schnell ermittelt war er in der durchgehenden Nebenrolle des Philipp Lettner zu sehen. Außerdem hatte er Episodenrollen in SOKO Kitzbühel (2017) und Die Toten vom Bodensee – Der Stumpengang (2019).
Angelo Konzett lebt seit 2014 in Wien.

## Filmografie (Auswahl)
- 2017: SOKO Kitzbühel: Akanamo muss sterben (Fernsehserie, eine Folge)
- 2018: Womit haben wir das verdient? (Kinofilm)
- 2018: Schnell ermittelt (Fernsehserie, Serienrolle)
- 2018: Erik & Erika (Kinofilm)
- 2019: Die Toten vom Bodensee – Der Stumpengang (Fernsehreihe)
- 2020: Letzter Wille (Fernsehserie, Serienrolle)
- 2021: SOKO Donau: Alte Wunden (Fernsehserie, eine Folge)
- 2022: Dinner für Acht (Kinofilm)
- 2022: Totenfrau (Fernsehserie)
- 2023: Wie kommen wir da wieder raus? (Kinofilm)